# Olivera Katarina
Olivera Katarina (en serbe : Оливера Катарина), née Petrović (Петровић) à Belgrade (Yougoslavie, actuellement Serbie) le 5 mars 1940 , connue précédemment sous le nom d'Olivera Vučo (Оливера Вучо) et aussi Olivera Šakić (Оливера Шакић), est une actrice, chanteuse et écrivain serbe et yougoslave.

## Biographie
Olivera Katarina était l'une des plus grandes stars du cinéma yougoslave dans les années 1960 et les années 1970, et est surtout connue pour sa performance dans le film d'Aleksandar Petrović J'ai même rencontré des tziganes heureux (1967), qui a remporté le Grand Prix au Festival de Cannes 1967.
En tant que chanteuse, Olivera Katarina a excellé dans différents genres de musique, allant de la musique traditionnelle serbe à la musique pop, et cela dans de nombreuses langues. Sa version de la chanson rom Djelem, djelem, interprétée dans J'ai même rencontré des tziganes heureux, est considérée comme l'une des meilleures interprétations jamais enregistrée de cette chanson.
Au théâtre, elle a joué notamment au Narodno Pozoriste (théâtre national) de Belgrade.

## Filmographie partielle
- 1965 : Le Commissaire X traque les chiens verts de Gianfranco Parolini
- 1967 : J'ai même rencontré des tziganes heureux d'Aleksandar Petrović
- 1970 : La Marque du diable (Hexen bis aufs Blut gequält) de Michael Armstrong et Adrian Hoven : Vanessa Benedikt
- 1971 : Goya, l'hérétique (Goya - oder Der arge Weg der Erkenntnis) de Konrad Wolf : María Cayetana de Silva
- 1974 : Le Derviche et la Mort (Дервиш и смрт, Derviš i smrt) de Zdravko Velimirović
- 1974 : Partizani de Stole Janković
- 2008 : Charleston et Vendetta d'Uroš Stojanovic